# Anales de la Real Sociedad Española de Química
Anales de la Real Sociedad Española de Química (es) (abrégé en An. R. Soc. Esp. Quím.) est une revue scientifique trimestrielle à comité de lecture qui publie des articles dans tous les domaines de la chimie. Ce journal fait suite aux Anales de Química.
L'actuel directeur de publication est Yáñez Montero